# Аргосский скитализм
Аргосский скитализм (др.-греч. Σκυταλισμός του Άργου) — массовое убийство представителей имущего класса демократически настроенным народом в 370 до н. э. в Аргосе.

## Политическая ситуация на Пелопоннесе
После разгрома спартанцев при Левктрах в 371 до н. э. Пелопоннесский союз распался, и на Афинском конгрессе большинство государств Пелопоннеса, в том числе и Аргос, заключили договор с Афинами и Вторым афинским морским союзом.
Падение спартанского господства привело к демократическому брожению в городах и обострило уже существовавшие социальные конфликты, причём борьба партий в условиях кризиса полисной системы приобрела крайне ожесточенный характер, и временами велась на уничтожение.
Изгнанные из Фигалии проспартанские олигархи во время празднования Дионисий напали на город и устроили резню горожан, собравшихся в театре, коринфские демократы проникли в город, чтобы устроить переворот, но были разоблачены и совершили коллективное самоубийство, чтобы не попасть в руки олигархов, а вслед за этим в Коринфе прокатилась волна террора.

## Бойня в Аргосе
Самый жестокий всплеск насилия произошел в Аргосе — старинном центре пелопоннесской демократии. По сообщению Диодора, местные демагоги стали подстрекать толпу против богатых и влиятельных граждан. Те решили не дожидаться расправы и составили заговор с целью свержения демократии, но несколько из них были арестованы и подвергнуты пыткам. Все, кроме одного, покончили с собой, чтобы не давать показаний, но один из арестованных, получив гарантии безопасности, выдал 30 человек, причастных к заговору.
Не затрудняясь проведением расследования, демократы казнили этих людей и конфисковали имущество, а затем, так как под подозрением оставались и другие богачи, толпа, распалённая демагогами, без суда казнила более 1200 состоятельных граждан. Эта бойня вошла в историю под названием «скитализм», так как приговоренных забивали палками (греч. σκυτάλη). Предполагается также, что название было образовано по аналогии с традиционным для Афин способом казни уголовных преступников — «апотимпанизмом», когда приговоренного раздетым привязывали к столбу и оставляли умирать.
Испугавшись разгула вызванного ими же самими террора, демагоги прекратили выдвигать обвинения, тогда толпа, почувствовав себя обманутой, обратилась против собственных вождей, и в ярости поубивала и их.
Соседние государства в ужасе наблюдали за происходящим, а афиняне были настолько шокированы, что приказали провести ритуальное очищение, дабы избежать божественного возмездия.